# Professional Women's Hockey League
Professional Women's Hockey League är en professionel ishockeyliga för damer i Nordamerika. Den grundades inför säsongen 2024 av Mark Walter som redan ägde flera sportinstitutioner. Sommaren 2023 köpte Mark Walter Group upp Professional Women's Hockey League för att bygga den nya damhockeyligan.